# Deutsche Cadre-45/2-Meisterschaft 1934

Veranstaltungsort: Wuppertal

Die Deutsche Cadre-45/2-Meisterschaft 1934 war eine Billard-Turnierserie und fand vom 22. bis zum 25. März 1934 in Wuppertal-Elberfeld zum 16. Mal statt.

## Geschichte
Der 52-jährige Carl Foerster nutzte wieder seine Chance auf den Titel, da Seriensieger Albert Poensgen aus beruflichen Gründen nicht an der DM teilnehmen konnte. Er brauchte zum Sieg aber auch, wie Poensgen im Vorjahr, eine Stichpartie. Vor Turnierbeginn gab es aber nur einen Favoriten: Walter Joachim, frischgebackener Weltmeister im Cadre 45/1 im Januar 1934 in Genf und Weltmeister in der Freien Partie im Mai 1933 in Lille. Er startete auch sensationell und gewann seine ersten sechs Partien sehr überlegen. In der letzten Partie gegen Carl Foerster zeigte der Aachener aber eine taktische Glanzleistung. Er spielte sehr defensiv und brachte Joachim mit 400:357 in 17/16 Aufnahmen die erste Niederlage bei. Da nach damaligem Reglement bei Matchpunktgleichheit eine Stichpartie nötig war gab es eine zweite Partie gegeneinander. Hier brachte Foerster den jungen Weltmeister zum Verzweifeln. Er spielte extrem defensiv und schlug Joachim klar mit 400:84 in 23/22 Aufnahmen und gewann damit seinen dritten Titel. Da die Stichpartie nicht zum offiziellen Generaldurchschnitt (GD) gewertet wurde, stellte der Berliner Joachim aber mit 26,25 einen neuen deutschen Rekord im GD auf. Er verbesserte damit die über 20-jährige Dominanz von Poensgen und nahm ihm seinen Rekord ab.

## Turniermodus
Das ganze Turnier wurde im Round-Robin-System bis 400 Punkte ohne Nachstoß gespielt. Bei MP-Gleichstand wurde in folgender Reihenfolge gewertet, außer es gehting um den Titel. Dann wurde eine Stichpartie gespielt.
1. MP = Matchpunkte
2. GD = Generaldurchschnitt
3. HS = Höchstserie

## Abschlusstabelle
| MP    | Match Points (Sieger = 2; Unentschieden = 1; Verlierer = 0) |
| Pkte. | Erzielte Karambolagen                                       |
| Aufn. | Benötigte Versuche                                          |
| GD    | Generaldurchschnitt                                         |
| BED   | Bester Einzeldurchschnitt eines Spielers                    |
| HS    | Höchstserie                                                 |
|       | Bester GD des Turniers                                      |
|       | Bester ED des Turniers                                      |
|       | Beste HS des Turniers                                       |
|       | 1. Platz (Gold)                                             |
|       | 2. Platz (Silber)                                           |
|       | 3. Platz (Bronze)                                           |

| Klassement vor der Stichpartie               | Klassement vor der Stichpartie       | Klassement vor der Stichpartie | Klassement vor der Stichpartie | Klassement vor der Stichpartie | Klassement vor der Stichpartie | Klassement vor der Stichpartie | Klassement vor der Stichpartie |
| Platz                                        | Name                                 | MP                             | Pkte.                          | Aufn.                          | GD                             | BED                            | HS                             |
| -------------------------------------------- | ------------------------------------ | ------------------------------ | ------------------------------ | ------------------------------ | ------------------------------ | ------------------------------ | ------------------------------ |
| 1                                            | Carl Foerster (Aachen)               | 12:2                           | 2489                           | 116                            | 21,45                          | 44,44                          | 211                            |
| 2                                            | Walter Joachim (Berlin)              | 12:2                           | 2757                           | 105                            | 26,25                          | 44,44                          | 145                            |
| 3                                            | Walter Lütgehetmann (Frankfurt/Main) | 10:4                           | 2582                           | 128                            | 20,17                          | 28,57                          | 170                            |
| 4                                            | Otto Unshelm (Remscheid)             | 8:6                            | 1856                           | 163                            | 11,38                          | 22,22                          | 94                             |
| 5                                            | Gerd Thielens (Gelsenkirchen)        | 4:10                           | 1743                           | 141                            | 12,36                          | 18,18                          | 109                            |
| 6                                            | Albert Herbing (Hannover)            | 4:10                           | 1977                           | 190                            | 10,40                          | 14,28                          | 78                             |
| 7                                            | Walter Krüger (Berlin)               | 4:10                           | 1787                           | 181                            | 9,87                           | 14,81                          | 117                            |
| 8                                            | Franz Hahn (Düsseldorf)              | 2:12                           | 1975                           | 193                            | 10,23                          | 16,00                          | 103                            |
| Turnierdurchschnitt: 14,10                   |                                      |                                |                                |                                |                                |                                |                                |
| -                                            | Stichpartie                          |                                |                                |                                |                                |                                |                                |
| -                                            | Carl Foerster (Aachen)               | 2:0                            | 400                            | 23                             | 17,39                          | 17,39                          | 105                            |
| -                                            | Walter Joachim (Berlin)              | 0:2                            | 84                             | 22                             | 3,81                           | –                              | 19                             |
| -                                            | nach Stichpartie                     |                                |                                |                                |                                |                                |                                |
| 1                                            | Carl Foerster (Aachen)               | 14:2                           | 2889                           | 139                            | 20,78                          | 44,44                          | 211                            |
| 2                                            | Walter Joachim (Berlin)              | 12:4                           | 2841                           | 127                            | 22,37                          | 44,44                          | 145                            |
| Turnierdurchschnitt: 13,98 (mit Stichpartie) |                                      |                                |                                |                                |                                |                                |                                |